# André Danjon
André Danjon (ur. 6 kwietnia 1890 w Caen, zm. 21 kwietnia 1967 w Suresnes) – francuski astronom, konstruktor przyrządów astronomicznych i badacz ruchu obrotowego Ziemi.

## Życiorys
Prowadził obserwacje planet oraz gwiazd podwójnych, projektował przyrządy astronomiczne, między innymi stworzył astrolabium pryzmatyczne Danjona. W przeciągu 4 lat od wynalezienia (1956), znalazło ono zastosowanie w ponad 30 największych obserwatoriach. Skonstruował również inne precyzyjne instrumenty do wyznaczania położenia i jasności gwiazd oraz używał ich do badania nieregularności w okresie ruchu obrotowego Ziemi. Pełnił funkcję dyrektora Instytutu Astrofizyki w Paryżu oraz obserwatorium astronomicznego w Strasburgu. Był profesorem paryskiej Sorbony.
W 1958 roku otrzymał Złoty Medal Królewskiego Towarzystwa Astronomicznego.